# Stigrör
Stigrör är en populär regleranordning för mindre dammar och anlagda våtmarker, som (felaktigt) brukar kallas för munk. Ett komplett stigrör består av ett horisontellt inloppsrör, en vertikal nivåbrunn med plankor (suttor) och ett horisontellt utloppsrör. Vattnet strömmar igenom inloppsröret och tvingas stiga upp över plankorna inne i stigröret innan det rinner ut genom utloppsröret. På grund av energiförlusterna i inloppsröret, måste den översta plankans krön ligga några centimeter lägre än den vattenyta som ska regleras. 
Nivåbrunnens diameter är ofta dubbelt så stor som diametern på både inloppsröret och utloppsröret. Detta gör att den flödesbegränsade delen i systemet varierar mellan inloppsrörets flödeskapacitet (rörströmning) och flödeskapaciteten i nivåbrunnens rektangulära överfallsvärn.